# Dža
Džá (angleško Jah) je ime za boga, največkrat rabljeno v rastafarijanskem gibanju. Izhaja iz hebrejske יָהּ - Jah, okrajšano ime za Jahve.